# IBM Watsonx
Ne doit pas être confondu avec Watson (intelligence artificielle).
IBM Watsonx est la plateforme commerciale d'intelligence artificielle (IA) générative d'IBM basée sur le cloud. Elle propose un studio, un magasin de données et une boîte à outils de gouvernance. Elle prend en charge plusieurs grands modèles de langage (LLM) ainsi qu'IBM Granite (en).
Le nom « Watson », déjà utilisé par l'entreprise pour d'autres produits, fait référence à Thomas J. Watson, ancien dirigeant.
En 2011, deux champions du jeu télévisé Jeopardy confrontent et perdent contre Watsonx. En 2017, IBM se rapproche du MIT pour créer le MIT–IBM Watson AI Lab. Avec Watson, IBM se développe dans le traitement intelligent de données médicales et dépense près de $5 milliards dans des acquisitions de sociétés spécialisées santé.